# Glory (Sängerin)
Glory, auch Glou, eigentlicher Name Glorimar Montalvo Castro (* 14. Februar 1979 in Santurce, Puerto Rico) ist eine puerto-ricanische Reggaeton-Sängerin.

## Karriere
Innerhalb des Genres des Reggaetón wurde sie zunächst als Backgroundsängerin aufgrund ihrer auffallenden Stimme schnell bekannt. Auf fast allen vom Duo Luny Tunes produzierten Alben ist sie zu hören, zum Beispiel in Hits wie Baila morena von Héctor y Tito, Dale Don dale von Don Omar, Gasolina von Daddy Yankee, Donde hubo fuego/Pa'trás, pa'lante von Eddie Dee, Castigo von Ranking Stone, Rákata von Wisin y Yandel oder La gata suelta auf dem berühmten Album Más flow von Luny Tunes y Noriega.
Mehr als alle anderen Reggaetón-Sängerinnen ist Glory dafür berühmt, sehr „schmutzige“ Texte zu singen – und auch zu stöhnen. „Dame más gasolina“ bedeutet wörtlich übersetzt „Gib mir mehr Benzin“ – aber jeder in Lateinamerika weiß, dass die eigentliche Bedeutung von „gasolina“ in diesem Zusammenhang „Sperma“ ist.
In ihren Songs besingt sie sich als Betrügerin, Gaunerin, Wegelagerin, Gangster – siehe dazu auch das Kapitel 3.4 „Die Frau in den Reggaetón-Texten“ im Artikel zum Genre Reggaeton. Mehr als andere wird sie selbst deshalb auch mit diesen Attributen versehen – „gata gangster“, „bandolera“, „gata gárgola“, „gata sandunguera“, „gata traicionera“, „bandida“ und „gata suelta“.
Ein weiterer Beiname Glorys ist aufgrund ihrer Augenform „La gata de los ojos chinos“ – „die Katze mit den chinesischen Augen“.
Im Jahr 2004 sang sie ihren vielleicht bekanntesten – weil anstößigsten – Song: La popola. „Popola“ ist ein eher älterer, unter den jungen Leuten heute wenig gebräuchlicher, obszöner Ausdruck für das weibliche Geschlecht, und sie singt:
„Ahí no me des más na', que me duele la popola, ahí, dale por allá, pa' que descanse la popola.“
(„Hier gib es mir nicht mehr, weil mir die popola wehtut, hier, gib es mir dort, damit sich die popola erholt.“)
Auf einem Konzert in Santo Domingo, der Hauptstadt der Dominikanischen Republik, im Jahr 2003 sang sie mit Don Omar im Duett, und sie sangen ein Medley aus Popola und La batidora („Der Mixer“, hier ebenfalls synonym verwendet mit dem weiblichen Geschlechtsorgan) – und schon hatten sie eine sehr lebhafte (und vermutlich beabsichtigte) Diskussion angezettelt, ob die Medien solche obszönen Texte verbreiten dürfen. Seitdem unterliegt der Song Popola in vielen lateinamerikanischen Ländern der Zensur. Trotzdem (oder vielleicht gerade deswegen) verbreiteten sich CDs mit dem Song schnell.
Im Jahr 2005 veröffentlichte Glory ihr erstes eigenes Album Glou / Glory.

## Diskografie
Alben
- 2005: Glou / Glory

Singles
- 2004: Popola
- 2005: Perreo 101
- 2005: Traicionera (feat. Don Omar)